# هوکوتو، یاماناشی
هوکوتو در استان یاماناشی در کشور ژاپن واقع شده‌است که دارای جمعیت ۴۷٬۷۵۴ نفر و مساحت ۶۰۲٫۸۹ کیلومتر مربع با تراکم جمعیت ۷۹٫۲ نفر در کیلومترمربع است و در تاریخ ۱ نوامبر ۲۰۰۴ به عنوان شهر شناخته شد.